# Hayatia longiclavata
Hayatia longiclavata är en stekelart som först beskrevs av Yousuf och Shafee 1984.  Hayatia longiclavata ingår i släktet Hayatia och familjen hårstrimsteklar. Inga underarter finns listade i Catalogue of Life.